# Monaster św. Teodora Stratylatesa w Peresławiu Zaleskim
Monaster św. Teodora Stratylatesa – żeński klasztor prawosławny w Peresławiu Zaleskim, w jurysdykcji eparchii peresławskiej Rosyjskiego Kościoła Prawosławnego.

## Historia

### Powstanie monasteru
Monaster został wzniesiony na początku XIV w. dla upamiętnienia zwycięstwa oddziałów Księstwa Moskiewskiego nad buntem twerskiego bojara Akinfa. Zwycięska bitwa miała miejsce w okolicach Peresławia 8 czerwca 1304. Na patrona świątyni wybrano Teodora Stratylatesa – jednego z prawosławnych patronów wojowników.
W kolejnym stuleciu Peresław był znaczącym ośrodkiem handlu i rzemiosła, a jego monastery zaliczały się do ważnych centrów pielgrzymkowych, odwiedzanych m.in. przez kolejnych władców Moskwy i ich rodziny. Wsparcia monasterowi św. Teodora udzielali Iwan III Srogi oraz Wasyl III, który przekazał mnichom we władanie wsie Fieodorowskoje, Połowieckoje i Potanino. Z wystawionego przez księcia dokumentu znane jest imię pierwszego identyfikowanego z imienia przełożonego monasteru - ihumena Geroncjusza.

### XVI–XVII w.
Rozkwit monasteru przypadł na lata panowania Iwana IV Groźnego; jednym z jego rodziców chrzestnych był Daniel, ihumen monasteru Trójcy Świętej w Peresławiu. Car wielokrotnie przybywał do Peresławia, także w celu modlitwy w miejscowych świątyniach i przekazał monasterowi św. Teodora Stratylatesa, podobnie jak monasterowi św. Nikity, obszerne nadania ziemskie. Po narodzinach syna Fiodora w 1557 Iwan Groźny wzniósł na terenie klasztoru pierwszą w jego historii budowlę murowaną – sobór św. Teodora Stratylatesa. Ufundował również budynki mieszkalne dla mnichów i mur otaczający klasztor. Monaster wspierali również carowie Fiodor i Borys Godunow.
Wszystkie klasztory peresławskie zostały zniszczone i splądrowane podczas polskiej interwencji w Rosji, przez wojska polsko-litewskie idące na Moskwę. Remont monasteru św. Teodora rozpoczął się w 1622 na polecenie cara Michała I. Do 1654, gdy w Peresławiu wybuchła epidemia, ponownie nakryto dachem sobór monasterski, odbudowano budynki mieszkalne dla mnichów i wzniesiono drugą cerkiew połączoną z refektarzem.

### Klasztor żeński
W 1667 monaster św. Teodora zmieniono na klasztor żeński, zaś ostatnich mnichów przeniesiono do innych peresławskich wspólnot. Pierwszą przełożoną wspólnoty była ihumenia Irynarcha, pod kierunkiem której życie mnisze prowadziło 150 kobiet. Pierwsze lata funkcjonowania monasteru były trudne, gdyż część mniszek i posłusznic odrzuciła reformę liturgiczną patriarchy Nikona. Monaster również w kolejnych dziesięcioleciach otrzymywał bogate dary od carów, w tym od Piotra Wielkiego i jego najbliższych krewnych. W 1710 z fundacji siostry cara, Natalii, zbudowana została cerkiew Wprowadzenia Matki Bożej do Świątyni z bocznymi ołtarzami świętych Adriana i Natalii oraz Ikony Matki Bożej „Znak”, zaś w 1714 – cerkiew Kazańskiej Ikony Matki Bożej przy klasztornym szpitalu. Połowa XVIII w. była okresem największej zamożności monasteru.
W 1825 został odremontowany dom ihumeni, zaś w 1865 kupiec Awraamij Uszakow zbudował w monasterze dwupiętrowy budynek mieszkalny dla mniszek. W 1916 w klasztorze żyło ok. 500 mniszek i posłusznic.  

### Zamknięcie w 1923 i ponowne otwarcie
W 1923 monaster został zamknięty przez władze radzieckie. Mniszki bez powodzenia starały się, by wspólnota mogła nadal funkcjonować jako komuna pracy.
Monaster został zwrócony Rosyjskiemu Kościołowi Prawosławnemu w 1998 jako filia monasteru św. Mikołaja w Peresławiu Zaleskim. Pierwszą przełożoną klasztoru została ihumenia Eustolia (Afonina), zaś pierwszą Świętą Liturgię w klasztorze odprawiono w dniu Paschy w 1998. Po trzech latach od restytucji klasztor zyskał pełną samodzielność. Na początku XXI w. w monasterze przebywało 20 mniszek i posłusznic. Trwa remont kompleksu monasterskiego.

## Architektura
Główna monasterska cerkiew św. Teodora Stratylatesa została wzniesiona na planie kwadratu z trzema półkolistymi absydami w części ołtarzowej; jedna z nich mieściła pierwotnie boczny ołtarz św. Hermiusza, zlikwidowany do 1668 i przekształcony w zakrystię. Zwieńczona jest pięcioma kopułami (piatigławiem).
W zbiorach muzeum w Peresławiu znajdują się ikony św. Jana Chryzostoma ze scenami z żywota, św. Mikołaja, Trójcy Świętej oraz ikona Matki Bożej „Hodegetria” i ikona Matki Bożej „Tobą Raduje się Całe Stworzenie” podarowane monasterowi św. Teodora przez Iwana Groźnego.